# Antonio Saverio De Luca
Antonio Saverio De Luca, italijanski rimskokatoliški duhovnik, škof in kardinal, * 28. oktober 1805, Bronte, † 28. december 1883, Rim.

## Življenjepis
10. februarja 1839 je prejel duhovniško posvečenje.
24. novembra 1845 je bil imenovan za škofa Aversa in 8. decembra istega leta je prejel škofovsko posvečenje.
22. decembra 1853 je bil imenovan za naslovnega nadškofa Tarsusa in čez dva dni za apostolskega nuncija v Nemčiji. 9. septembra 1856 je bil imenovan za apostolskega nuncija v Avstriji.
16. marca 1863 je bil povzdignjen v kardinala in imenovan za kardinal-duhovnika Ss. Quattro Coronati.
28. decembra 1864 je bil postavljen za prefekta Indeksa, 15. julija 1878 za kardinal-škofa Palestrine in istočasno za kardinal-duhovnika S. Lorenzo in Damaso.
13. avgusta 1878 je bil imenovan za prefekta Kongregacije za študije.